# Vierhöfen
Vierhöfen är en kommun och ort i Landkreis Harburg i förbundslandet Niedersachsen i Tyskland.
Kommunen ingår i kommunalförbundet Samtgemeinde Salzhausen tillsammans med ytterligare sju kommuner.